# Rypticus
Rypticus là một chi cá thuộc họ Serranidae, cá vược và cá mú. Nó là một trong nhiều chi của cá mú. Chúng sống ở Đại Tây Dương và phía đông Thái Bình Dương ở vùng ôn đới nhiệt đới và ấm áp.

## Miêu tả
Chi này có thể được phân biệt với phần còn lại của Serranidae bằng một vài chi tiết hình thái, chẳng hạn như không có gai vây hậu môn. Nó cũng chỉ có hai đến bốn gai vây lưng; những con cá mú khác có nhiều hơn. Miệng lớn và hàm dưới nhô ra. Màu sắc khác nhau, nhưng thường là một dải màu nâu chạy từ miệng đến mặt trước của vây lưng. Một số loài được phát hiện rõ ràng. R. bistrispinus có các đốm nâu đỏ, R.bornoi và R. subbifrenatus có các đốm nâu, tròn, R. maculatus có các đốm trắng, R. bcolor và R. semtenayi có nhiều đốm tròn, nhợt nhạt và R. nigripinnis có các đốm được đánh dấu (giống như mắt), trong khi R. randalli có nhiều đốm hơn đốm.

## Các loài
- Rypticus bicolor Valenciennes, 1846
- Rypticus bistrispinus (Mitchill, 1818)
- Rypticus bornoi Beebe & Tee-Van, 1928
- Rypticus carpenteri Baldwin & Weigt, 2012
- Rypticus courtenayi McCarthy, 1979
- Rypticus maculatus Holbrook, 1855
- Rypticus nigripinnis Gill, 1861
- Rypticus randalli Courtenay, 1967
- Rypticus saponaceus (Bloch & Schneider, 1801)
- Rypticus subbifrenatus Gill, 1861

## Sinh học
Giống như nhiều loài cá mú khác, các loài Rysticus tiết ra một lượng lớn chất nhầy độc hại từ da của chúng để đối phó với những tình huống nguy hiểm. Các độc tố, grammistin, ngăn cản động vật ăn thịt.
Loài Rypticus là loài sống về đêm, kiếm ăn vào ban đêm trên các loài giáp xác, động vật thân mềm và cá.
Những con cá này là loài lưỡng tính lồi, với con cái có thể thay đổi giới tính thành con đực. Đây không phải là hiếm trong số các loài cá mú. Mặc dù vậy, Rypticus là duy nhất trong đó một con cá có cả hai mô sinh sản nam và nữ tách biệt ở cấp độ tế bào, nhưng được quấn quanh nhau trong tuyến sinh dục.

## Sinh thái học
Hầu hết các loài sống xung quanh các đảo và dọc theo thềm lục địa. R. nigripinnis và R. randalli có thể chịu được độ mặn thấp hơn nhiều cái loài cá mú khác và chúng được biết là sống ở cửa sông.